# Copa de la Reina de Balonmano 1987-88
La Copa de la Reina de Balonmano 1987-88 fue la edición IX del campeonato estatal de la Copa de la Reina y se celebró en La Rozas, (Madrid), en el Pabellón Polideportivo La Dehesa de Navalcarbón en 1988.
Se celebró por el sistema de Concentración. Los dos primeros clasificados de cada grupo jugaron la Final.
Los equipos clasificados fueron: (1° BM Iber Valencia, 2° Mades Seguros, 3° C.M. Leganés, 4° E.M.T. Pegaso, 5° Café Tirma Gran Canaria, 6° Dulciora Universidad).
El ganador de esta edición fue el BM Iber Valencia, imponiéndose al C.M. Leganés.

## Grupo A
| Equipo               | Pts | PJ | PG | PE | PP | GF | GC | Dif |
| -------------------- | --- | -- | -- | -- | -- | -- | -- | --- |
| BM Iber Valencia     | 4   | 2  | 2  | 0  | 0  | 50 | 20 | +30 |
| Dulciora Universidad | 2   | 2  | 1  | 0  | 1  | 30 | 45 | -15 |
| E.M.T. Pegaso        | 0   | 2  | 0  | 0  | 2  | 33 | 48 | -15 |

| 9 de junio de 1988 | BM Iber Valencia | 24:8 | Dulciora Universidad | Pabellón La Dehesa de Navalcarbón, Las Rozas de Madrid |  |

| 10 de junio de 1988 | E.M.T. Pegaso | 12:26 | BM Iber Valencia | Pabellón La Dehesa de Navalcarbón, Las Rozas de Madrid |  |

| 11 de junio de 1988 | Dulciora Universidad | 22:21 | E.M.T. Pegaso | Pabellón La Dehesa de Navalcarbón, Las Rozas de Madrid |  |

## Grupo B
| Equipo        | Pts | PJ | PG | PE | PP | GF | GC | Dif |
| ------------- | --- | -- | -- | -- | -- | -- | -- | --- |
| C.M. Leganés  | 2   | 1  | 1  | 0  | 0  | 16 | 14 | +2  |
| Mades Seguros | 0   | 1  | 0  | 0  | 1  | 14 | 16 | -2  |

- El Café Timar Gran Canaria no se presentó.

| 10 de junio de 1988 | Mades Seguros | 14:16 | C.M. Leganés | Pabellón La Dehesa de Navalcarbón, Las Rozas de Madrid |  |

## Final
| 12 de junio de 1988 | BM Iber Valencia | 19:18 | C.M. Leganés | Pabellón La Dehesa de Navalcarbón, Las Rozas de Madrid |  |

| Comunidad Valenciana                |
| Campeón BM Iber Valencia 8.º título |

- Datos: Q24937349